# Adansi North District
Der Distrikt Adansi North (bis 2003 Teil des Distrikts Adansi West) ist einer von 43 Distrikten der Ashanti Region in Ghana. Er hat eine Größe von 231 km² und ca. 54.155 Einwohner. Der Adansi North District grenzt an die Distrikte Amansie East und Adansi South. Er entstand aus dem ehemaligen Distrikt Adansi West im Jahr 2003, ebenso wie Adansi South. Chief Executive des Distriktes ist Eric Kwaku Kusi, die Hauptstadt des Distrikts ist Fomena.

## Wirtschaft
Im Gebiet des Distrikts Adansi North liegen die produktivsten Minen Schwarzafrikas. Eine der größten Minengesellschaften der Welt, die Ashanti Goldfields Ltd. hat Schürfrechte in diesem Distrikt. Seit über einem Jahrhundert finden sich hier einige von Ghanas reichsten Goldminen. 
Neben dem Bergbau hat der Distrikt einen wichtigen Wirtschaftsfaktor mit der Holzwirtschaft in Boete aufzuweisen. Zwei große Sägemühlen befinden sich im Distrikt, der noch einen gewissen Bestand an Regenwald aufweist. Die Produktion von Palmöl und Gari spielen in diesem Distrikt ebenfalls eine größere Rolle. Insgesamt 70 % der Bevölkerung des Distrikts arbeiten in der Landwirtschaft auf etwa 65 % der gesamten Fläche des Distrikts. Neben Palmöl werden vor allem Kakao, Zitrusfrüchte, Mais, Kassava, Kochbananen, Ingwer, Tomaten und Pfeffer angebaut. Einige Geflügelfarmen und Schweinefarmen sind im Distrikt angesiedelt.
Im Distrikt sind acht nationale und lokale Banken vorhanden. Filialen haben folgende Banken eröffnet: Ghana Commercial Bank Ltd., Standard Chartered Bank, Agricultural Development Bank, Adansi Rural Bank, Akrofuom Rural Bank, Odotobiri Rural Bank, Atobiase Rural Bank und die Mansoman Rural Bank. Auch die beiden größten Versicherungsgesellschaften, die State Insurance Company und die Metropolitan Insurance Company unterhalten Filialen im Distrikt.

## Verkehr und sonstige Infrastruktur
Im Distrikt finden sich 13 Kilometer asphaltierte Straße sowie 69 Kilometer Landstraße. Insgesamt können die Schüler des Distrikts 194 Schulen besuchen, von denen 122 Grundschulen sind, 65 Junior Secondary Schools und 6 Secondary Schools. Von den 122 Grundschulen werden 93 staatlich betrieben, die übrigen 29 sind in privater Hand. Bei den Junior Secondary Schools sind 12 von 65 Schulen Privatschulen.
Im Adansi North District existieren vier große öffentliche Krankenhäuser und drei öffentliche Gesundheitszentren. Weitere 10 kleinere Kliniken sind im Distrikt vorhanden, von denen sieben privat betrieben werden.

## Orte mit mehr als 5000 Bewohnern
| - Dompoase - Medoma - Fumso - Fomena | - Patakro - Kwapia - Medoma - Asokwa |

## Wahlkreise
Im Distrikt Adansi North werden zwei Wahlkreise für die Parlamentswahlen und die Präsidentschaftswahlen geführt. Zum einen ist um die Hauptstadt Fomena ein städtischer Wahlkreis angelegt. Hier wurde Nana Abu Bonsra von der New Patriotic Party (NPP) Parlamentsmitglied. Der ländliche Wahlkreis im District wird Adansi-Asokwa Wahlkreis genannt. Hier wurde ebenfalls der Kandidat der NPP, Kobina Tahir Hammond, ins ghanaische Parlament gewählt.